# Hr.Ms. Digoel (1941)
De Hr.Ms. Digoel was een Nederlandse hulpmijnenveger van de DEFG-klasse gebouwd door de Droogdok Maatschappij in Tandjong Priok. Het ontwerp van de DEFG-klasse was zo dat de schepen na de Tweede Wereldoorlog dienst zouden kunnen doen als gewestelijkvaartuig bij de Gouvernementsmarine. Het schip is vernoemd naar de Indonesische rivier Digoel in de provincie Papoea.
Het schip werd op 1 of 2 maart 1942 door de eigen bemanning tot zinken gebracht in de haven van Tandjong Priok.